# فرناندو اميلو نوفاس
‘‘‘فرناندو اميلو نوفاس’’’ و هو عالم حفريات أرجنتيني يعمل في قسم التشريح المقارن في متحف التاريخ الطبيعي الأرجنتيني في بيونس آيرس . نوفاس حاصل على درجة الدكتوراه في العلوم الطبيعية و قد شارك في وصف العديد من الدينصورات منها ابليصور و انيكاسورس و اراغوسورس و اوسترورابتور و شيلاسورس و ميغرابتور و نيوغرابتور و اوركورابتور و باتغونيكوس و يونينلاجيا و تيرانوتيتن و تاليكين و بويرتاسورس .

## روابط خارجية
- فرناندو اميلو نوفاس على موقع IMDb (الإنجليزية)